# Královopolské Vážany
Královopolské Vážany jsou vesnice, část města Rousínova v okrese Vyškov. Leží asi 1 km severovýchodně od Rousínova a 12 km jihozápadně od Vyškova, v nadmořské výšce 264 m n. m.

## Historie
První písemná zmínka o Královopolských Vážanech je z roku 1364, kdy se připomínají bratři Aleš, Václav a Vojslav z Vážan.

## Obyvatelstvo

### Struktura
Vývoj počtu obyvatel za celou obec i za jeho jednotlivé části uvádí tabulka níže, ve které se zobrazuje i příslušnost jednotlivých částí k obci či následné odtržení.
| Místní části   | Místní části              | 1869 | 1880 | 1890 | 1900 | 1910 | 1921 | 1930 | 1950 | 1961 | 1970 | 1980 | 1991 | 2001 | 2011 |
| -------------- | ------------------------- | ---- | ---- | ---- | ---- | ---- | ---- | ---- | ---- | ---- | ---- | ---- | ---- | ---- | ---- |
| Počet obyvatel | část Královopolské Vážany | 401  | 430  | 465  | 469  | 500  | 519  | 543  | 588  | 593  | 613  | 631  | 545  | 543  | 594  |
| Počet domů     | část Královopolské Vážany | 69   | 77   | 81   | 92   | 100  | 105  | 125  | 158  | 161  | 167  | 182  | 194  | 198  | 209  |

## Pamětihodnosti
- pozdně barokní farní kostel sv. Filipa a Jakuba z let 1763 až 1768
- kostelní zvonice na hřbitově z roku 1828
- fara z roku 1729
- socha sv. Jana Nepomuckého z roku 1729

## Galerie

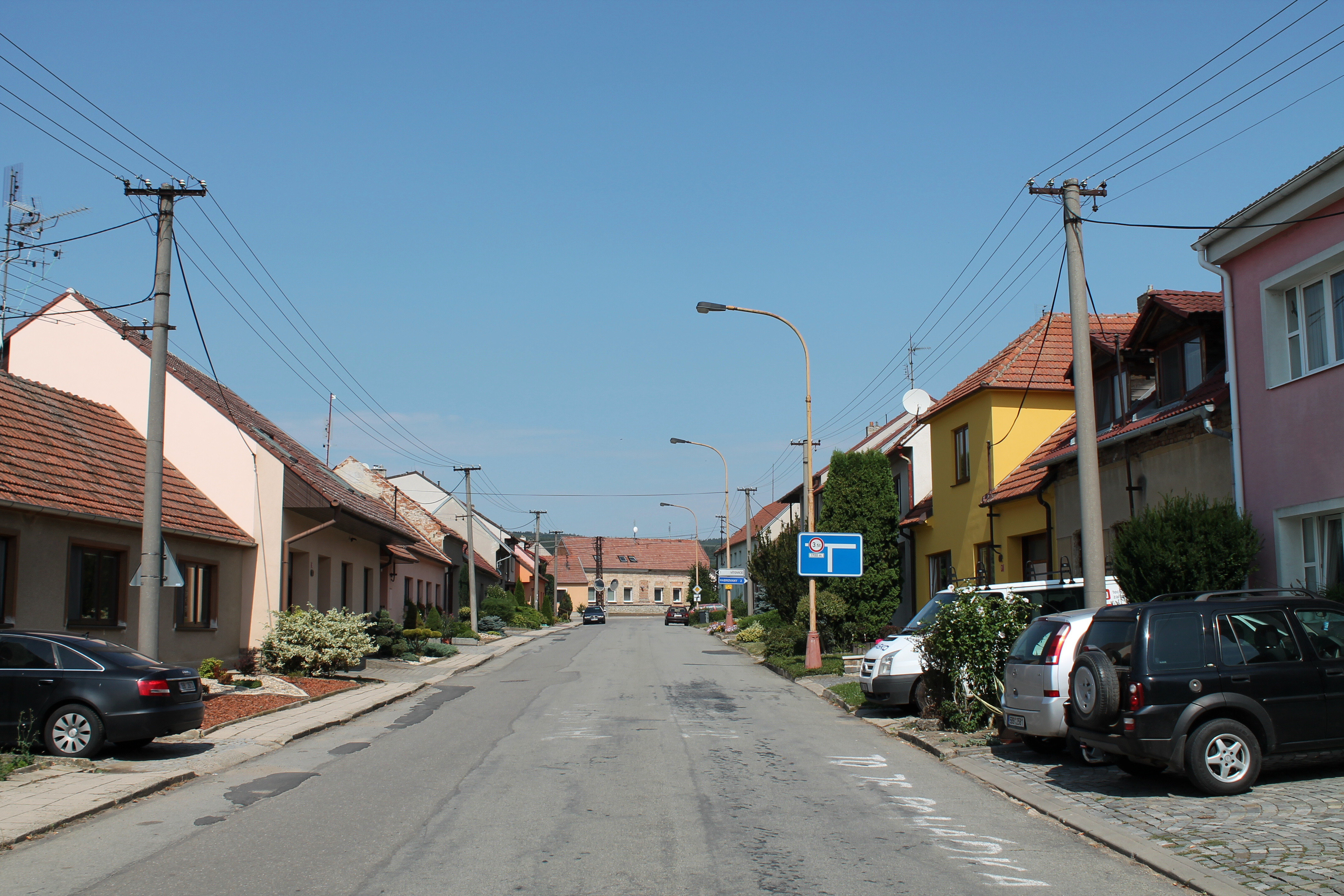
Severní část návsi
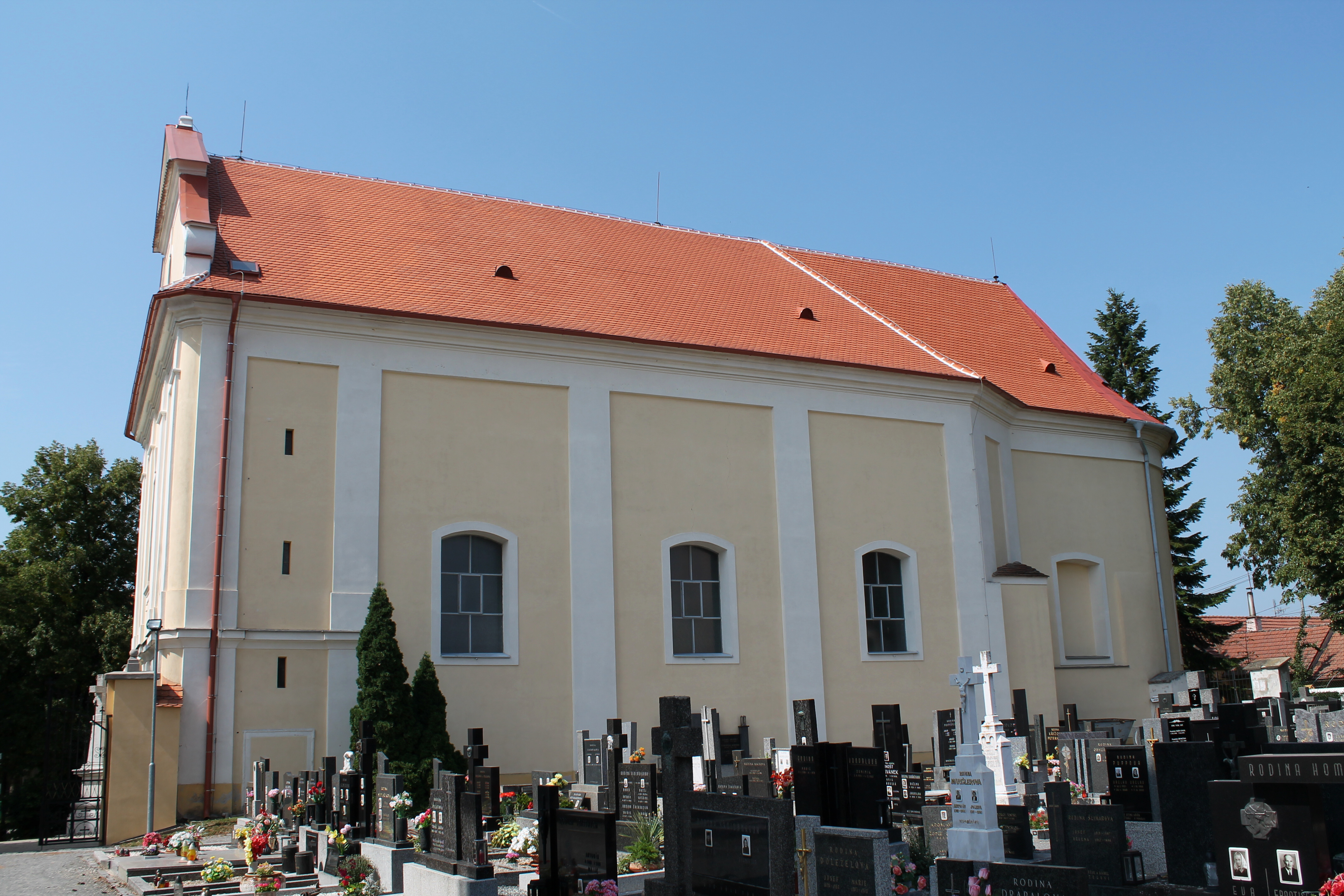
Kostel svatého Filipa a Jakuba
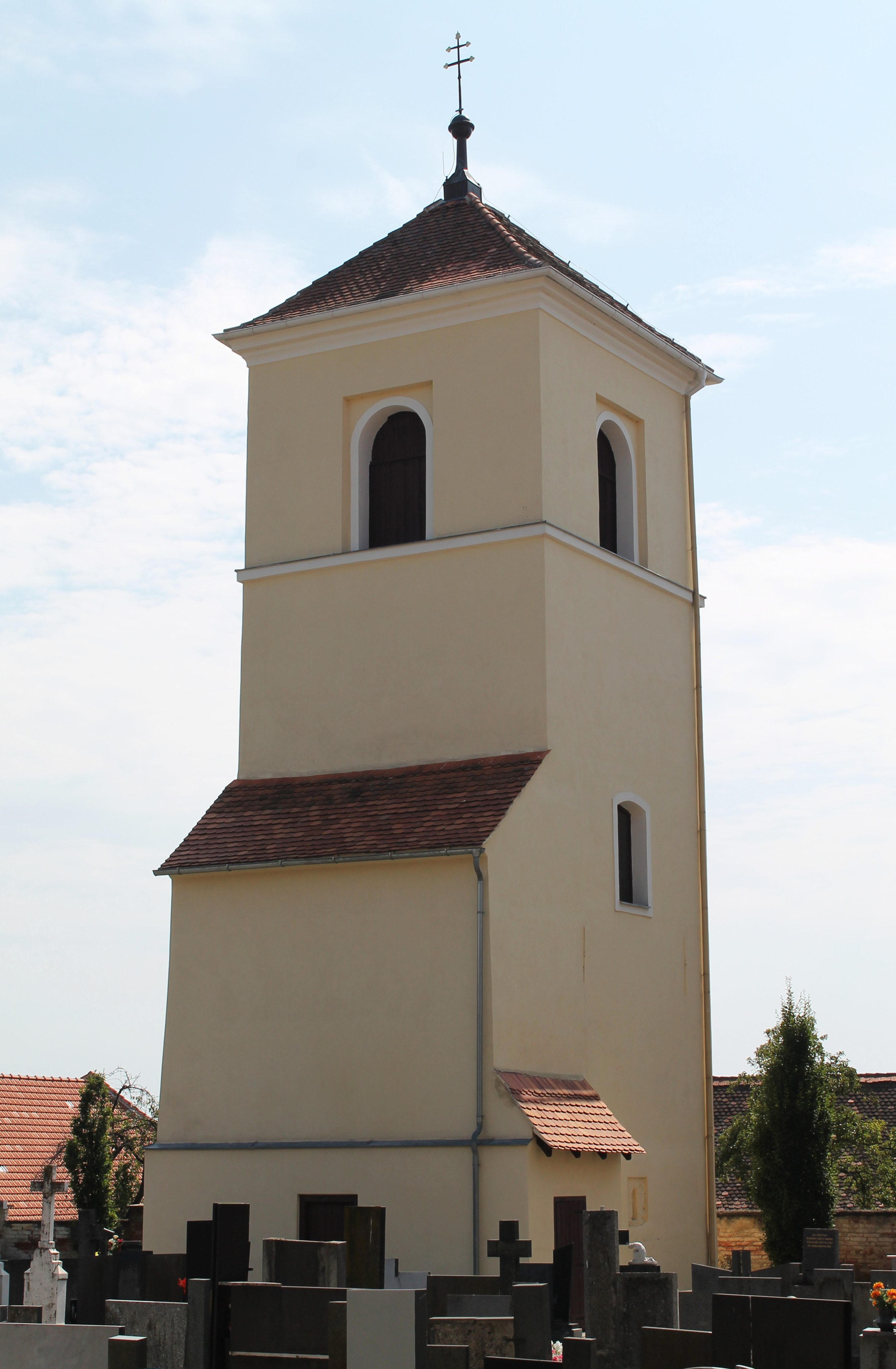
Samostatně stojící kostelní zvonice
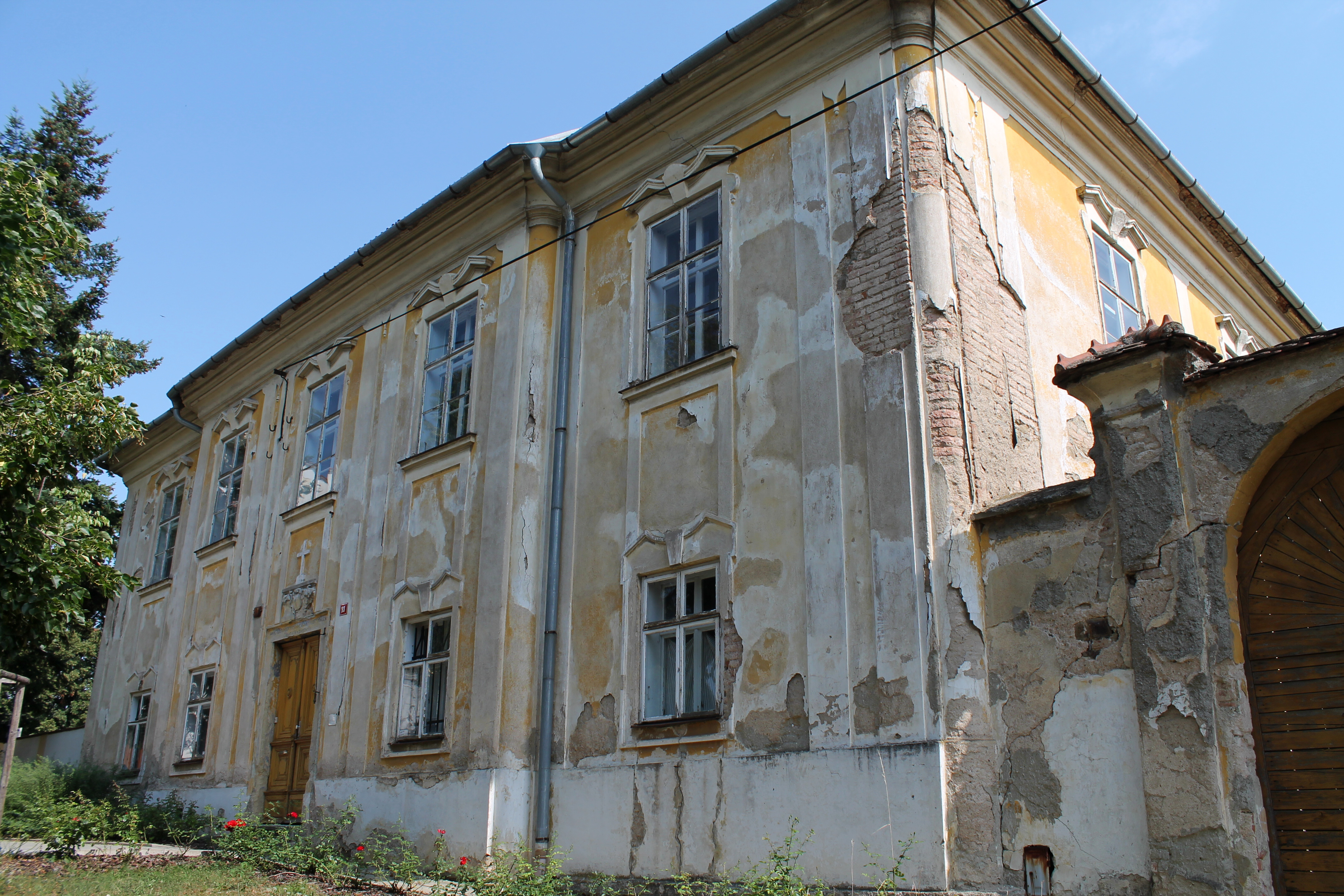
Fara
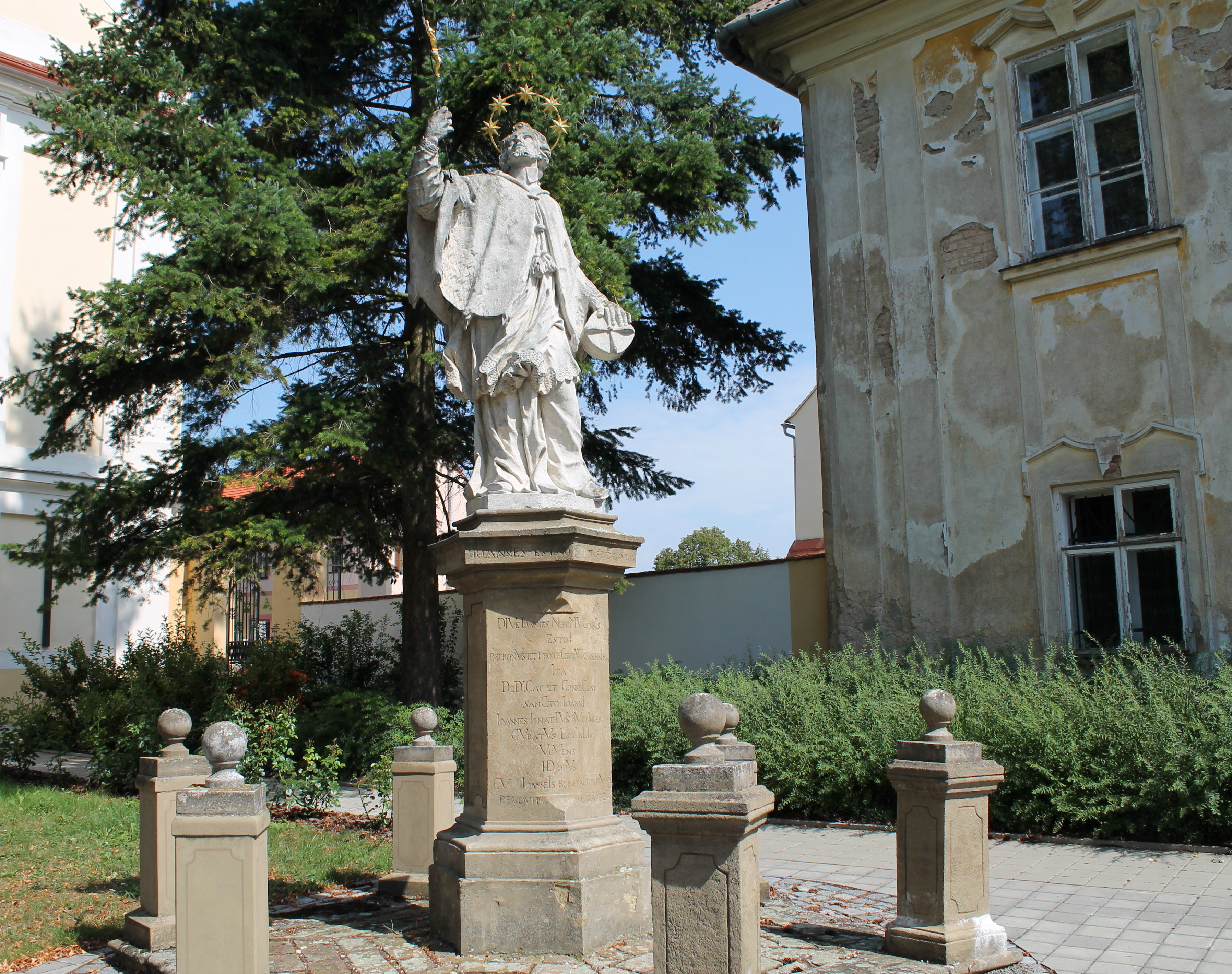
Socha svatého Jana Nepomuckého
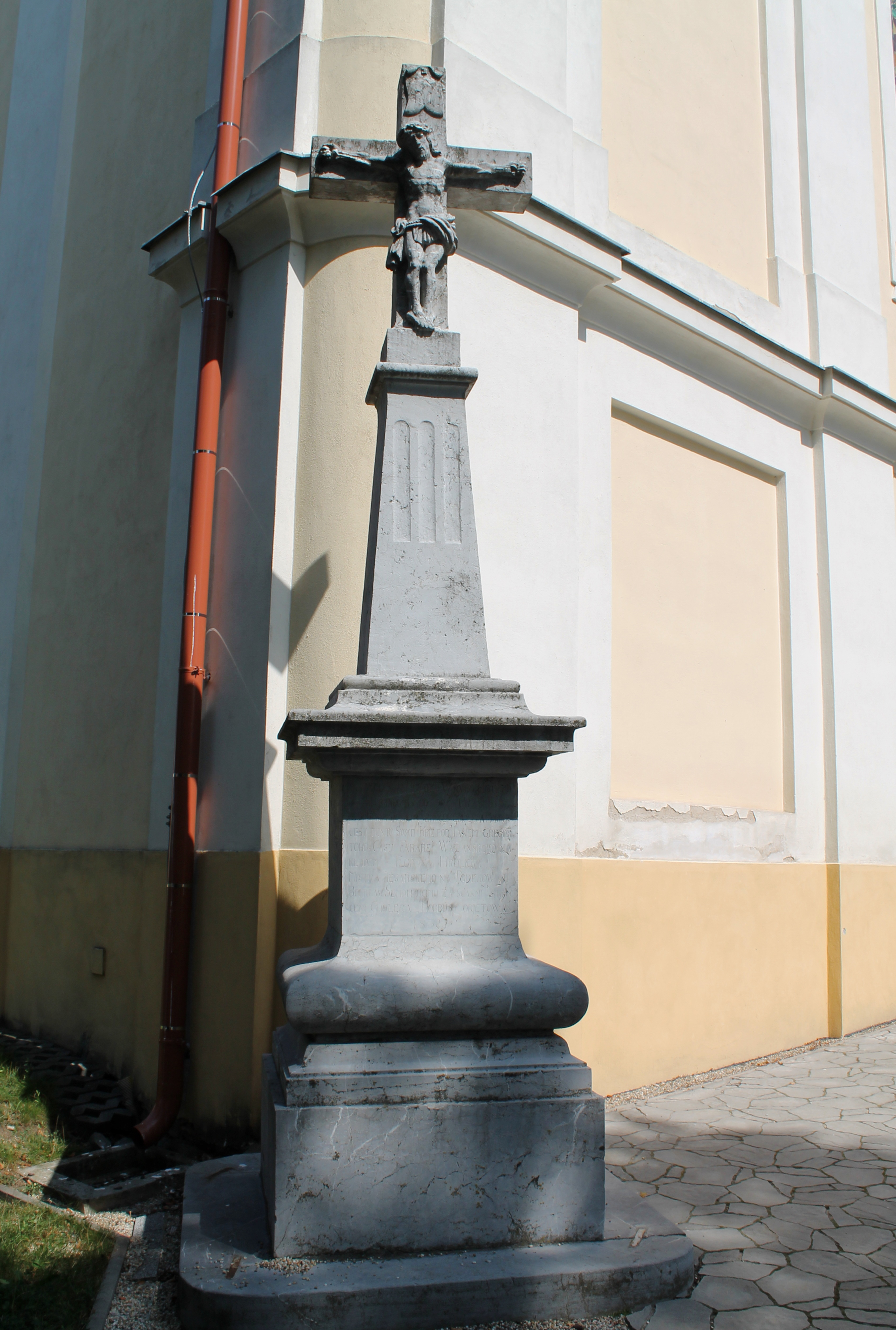
Kříž u kostela
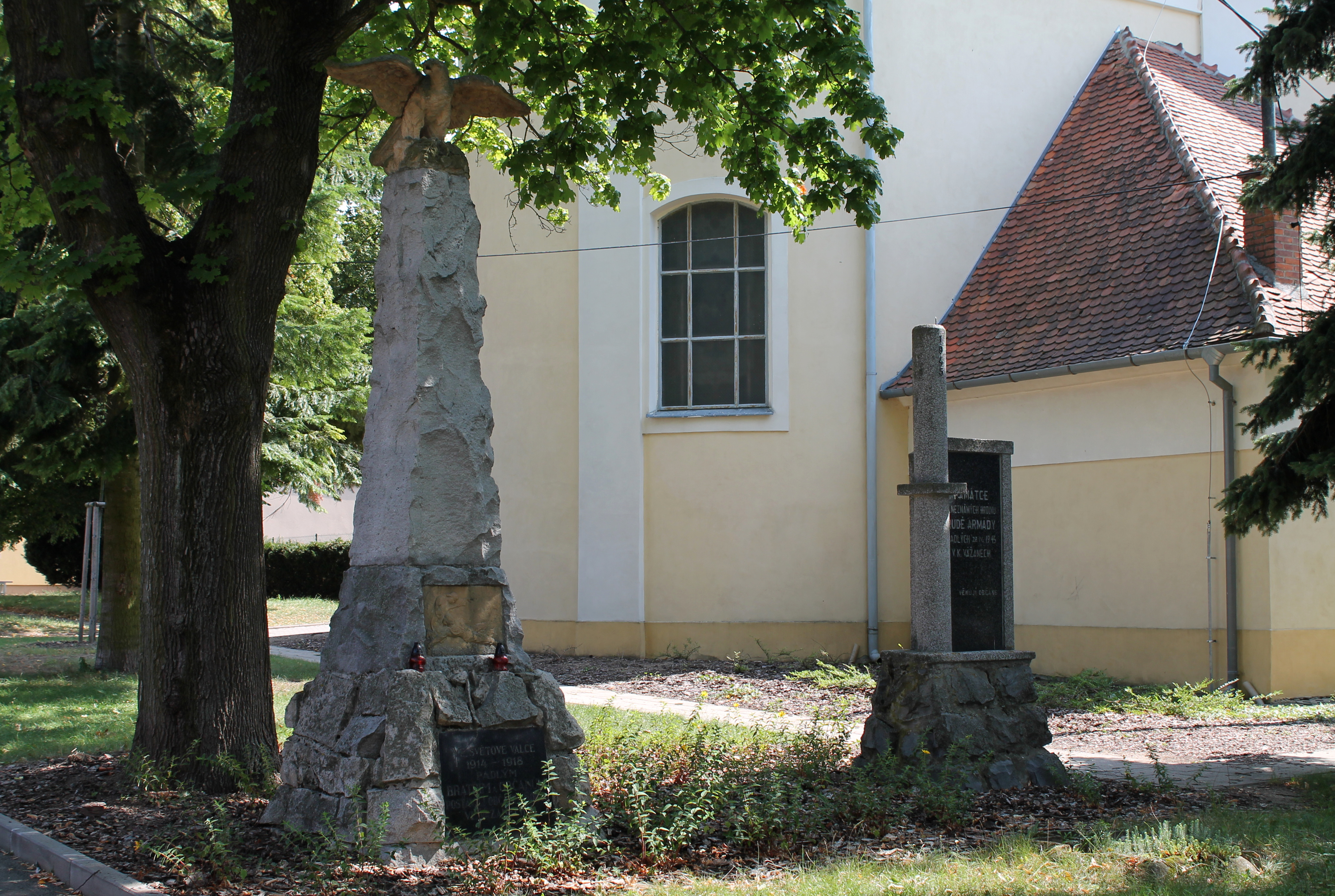
Pomníky padlým ve světových válkách